# مریجه (استان بشار)
مریجه (به عربی: مريجة) یک شهرداری در الجزایر است که در ناحیه القنادسة واقع شده‌است. مریجه ۲٬۲۷۰ کیلومتر مربع مساحت و ۵۹۲ نفر جمعیت دارد و ۷۸۲ متر بالاتر از سطح دریا واقع شده‌است.